# نشيد وطني
النشيد الوطني هو عادة مقطوعة شعرية وطنية مصحوبة بمعزوفة موسيقية تثير وتمدح تاريخ البلاد وتقاليدها ونضالات شعبها، تعتمدها حكومة الدولة نشيدًا وطنيًا رسميًا أو تكون عرفًا بين أفراد الشعب. يعزف النشيد الوطني في المناسبات الوطنية والاستقبالات الرسمية وفي المدارس وقبل بداية لعب فريق المنتخب الوطني، إلخ. وهو عادة ما يكون حماسياً، يعزز من حب الوطن في القلب ويقوي الإحساس بالانتماء إلى الوطن.
النشيد الوطني هو تأليف موسيقي وطني يرمز ويستحضر مدائح تاريخ وتقاليد بلد أو أمة. غالبية الأناشيد الوطنية عبارة عن مارش أو ترانيم بأسلوب. تميل دول أمريكا اللاتينية وآسيا الوسطى وأوروبا إلى المزيد من القطع المزخرفة والأوبرالية، بينما تستخدم تلك الموجودة في الشرق الأوسط وأوقيانوسيا وأفريقيا ومنطقة البحر الكاريبي ضجة أكثر بساطة. بعض البلدان التي تم تحويلها إلى دول مكونة متعددة لها مؤلفاتها الموسيقية الرسمية الخاصة بها (مثل المملكة المتحدة وروسيا والاتحاد السوفيتي السابق)؛ يشار إلى أغاني جمهورهم أحيانًا على أنها أناشيد وطنية على الرغم من أنها ليست دولًا ذات سيادة.

## تاريخ نشوءه
اكتسبت الأناشيد الوطنية أهميتها الوطنية في أوروبا خلال القرن التاسع عشر، إلا أن بعضها أقدم من ذلك بكثير أصلاً. أقدم الأناشيد الوطنية المعروفة، هو النشيد الوطني الهولندي «هت فلهلموس» والذي كتب بين الأعوام 1568 و 1572 خلال الثورة الهولندية. نشيد اليابان الوطني، «كيمي جا يو»، وكلماته مأخوذة من قصيدة ألفت في فترة حكم هييان (794-1185)، إلا أنه لم يستخدم بشكله الحالي حتى عام 1880.
«فليحفظ الله الملكة»، النشيد الوطني للمملكة المتحدة وأحد أناشيد نيوزيلندا الوطنية، أدّي للمرة الأولى عام 1745 تحت عنوان «حفظ الله الملك». أما النشيد الوطني الإسباني، «الزحف الملكي»، فيعود لعام 1770 (ألف عام 1761). أقدم نشيدي الدنمارك «الملك كريستيان» تم تبنيه رسمياً عام 1780، بينما نشيد فرنسا، «البؤساء»، كتب عام 1792 وتم تبنيه عام 1795. وقد كانت صربيا أول دولة في أوروبا الشرقية تتخذ نشيداً وطنياً عنوانه «قومي صربيا» في عام 1804.
أما في الشرق الأوسط وأفريقيا الشمالية، فمع أن الدولة العثمانية درجت على استخدام الأناشيد الوطنية المختلفة منذ القرن الثالث عشر، إلا أنه لم يعرف للدولة نشيد رسمي ملكي حتى القرن التاسع عشر خلال حكم السلطان محمود الثاني عندما تم تنظيم العسكر والفرقة الموسيقية العسكرية على أسس غربية. كحال الأقاليم الأخرى ذات الحكم الملكي في عهدها، كان نشيد الدولة العثمانية ملكياً غير وطني بالمعنى التقليدي بدايةً. إذ أن النشيد كان يرتبط بالخليفة الإسلامي الذي يعتلي العرش ويتغير بتغيره.لكن في عام 1844، تم الاعتراف بنشيد «الزحف المجيدي» كنشيد وطني كجزء من حركة الإصلاحات التي تمت في عهد الخليفة عبد المجيد الأول..
اعتمدت كل من البلاد التي استقلت عن الدولة العثمانية نشيداً خاصاً بها فيما بعد. إذ اختير نشيد «الزحف من أجل الاستقلال» في تركيا عام 1920، «حماة الديار» في الجمهورية العربية السورية عام 1936، «كلنا للوطن» في لبنان عام 1927، و«عاش المليك» في المملكة الأردنية الهاشمية عام 1946. أما في مصر، فتم اعتماد نشيد «اسلمي يا مصر إنني الفدا» في عام 1869، وتغير لاحقاً إلى نشيد «بلادي بلادي» عام 1979 بعد حل النظام الملكي. تم اعتماد نشيد يجمع كلمات النشيدين الوطنيين لسورية ومصر عند قيام الجمهورية العربية المتحدة، لكن سرعان ما عاد البلدان لاستخدام أناشيدهما الأصلية بعد حل الوحدة.
يعتمد النشيد كنشيد وطني للبلاد رسمياً عبر ذكره في فقرة من فقرات دستور البلاد، من خلال قانون تسنه السلطة التشريعية، أوببساطة عن طريق كونه جزءاً من تقاليد البلاد. غالبية الأناشيد الوطنية إما عبارة عن مسيرات أو تراتيل في الأسلوب. تميل بلدان أمريكا اللاتينية نحو استخدام القطعات الأوبرالية، بينما تكتفي بعض البلدان باستخدام نغمة بسيطة.
على الرغم من أن النشيد الوطني عادة ما يكون باللغة الرسمية أو الأكثر شيوعاً في البلاد، لا ينطبق ذلك على جميع البلاد. النشيد الوطني للهند، «جانا غانا مانا»، هو نسخة سنسكريتية من البنغالية. ويجوز في بعض الدول التي تتبنى أكثر من لغة واحدة وطنية توفير عدة
إصدارات من النشيد الوطني، فعلى سبيل المثال، النشيد الوطني لسويسرا يضم كلمات مختلفة من اللغات الأربع الرسمية للبلاد، (الفرنسية، الألمانية والإيطالية والرومانية).و في كندا، كتب النشيد الوطني بكلمات مختلفة لكل من اللغات الرسمية للبلاد، (بالإنكليزية والفرنسية)، وفي بعض الأحيان ينشد بمزيج من موشحات مأخوذة من الإصدارين الفرنسي والإنكليزي. أما في إسبانيا وهي بلد آخر متعدد اللغات، فلا يوجد كلمات في نشيدها على الرغم من أن مسابقة وطنية عقدت عام 2007 لكتابة كلمات للنشيد.

## الاستخدام
تستخدم الأناشيد الوطنية بأشكال متعددة في مختلف المناسبات القومية والوطنية. فيتم عزف ألحانها في الأعياد الوطنية والاحتفالات بالإضافة إلى المناسبات الرياضية.
وفي بعض البلدان، يعزف النشيد الوطني للطلاب في كل يوم في بداية اليوم المدرسي كعادة وطنية. وفي بلدان أخرى قد يعزف النشيد في المسارح قبل العروض أو في السينما قبل فيلم. وقد اعتمد العديد من الإذاعات ومحطات التلفزيون على عرض النشيد الوطني في الصباح ومرة أخرى ليلاً.
قد يكون هناك أيضا نشيد ملكي للبلاد، نشيد الرئاسي، أو حتى نشيد لكل مقاطعة أو محافظة، وما إلى ذلك للمناسبات الخاصة.
قد يشمل عزف النشيد الوطني آداباً معينة في بعض البلاد. هذه عادة ما تنطوي على أوسمة عسكرية، الوقوف احتراماً للعلم، وما إلى ذلك من إزالة أغطية الرأس في الحالات الدبلوماسية ذات الصفة البالغة الرسمية.